# Boston Celtics 2010-2011
La stagione 2010-11 dei Boston Celtics fu la 65ª nella NBA per la franchigia.
I Boston Celtics vinsero la Atlantic Division della Eastern Conference con un record di 56-26. Nei play-off vinsero il primo turno con i New York Knicks (4-0), perdendo poi la semifinale di conference con i Miami Heat (4-1).

## Roster
|    | Naz.                   | Ruolo | Sportivo            | Anno | Alt. | Peso | Note |
| -- | ---------------------- | ----- | ------------------- | ---- | ---- | ---- | ---- |
| 0  | Stati Uniti (bandiera) | G     | Avery Bradley       | 1990 | 191  | 82   |      |
| 4  | Serbia (bandiera)      | C     | Nenad Krstić        | 1983 | 213  | 110  |      |
| 4  | Stati Uniti (bandiera) | G     | Nate Robinson       | 1984 | 175  | 82   |      |
| 5  | Stati Uniti (bandiera) | A     | Kevin Garnett       | 1976 | 211  | 100  |      |
| 7  | Stati Uniti (bandiera) | AC    | Jermaine O'Neal     | 1978 | 211  | 103  |      |
| 8  | Stati Uniti (bandiera) | GA    | Marquis Daniels     | 1981 | 198  | 91   |      |
| 8  | Stati Uniti (bandiera) | A     | Jeff Green          | 1986 | 206  | 103  |      |
| 9  | Stati Uniti (bandiera) | G     | Rajon Rondo         | 1986 | 185  | 78   |      |
| 11 | Stati Uniti (bandiera) | A     | Glen Davis          | 1986 | 206  | 131  |      |
| 12 | Stati Uniti (bandiera) | G     | Von Wafer           | 1985 | 196  | 95   |      |
| 13 | Stati Uniti (bandiera) | G     | Delonte West        | 1983 | 191  | 87   | NG   |
| 20 | Stati Uniti (bandiera) | G     | Ray Allen           | 1975 | 196  | 93   |      |
| 30 | Stati Uniti (bandiera) | AC    | Troy Murphy         | 1980 | 211  | 111  |      |
| 34 | Stati Uniti (bandiera) | A     | Paul Pierce         | 1977 | 198  | 104  |      |
| 36 | Stati Uniti (bandiera) | C     | Shaquille O'Neal    | 1972 | 216  | 147  |      |
| 43 | Stati Uniti (bandiera) | C     | Kendrick Perkins    | 1984 | 208  | 127  |      |
| 45 | Porto Rico (bandiera)  | G     | Carlos Arroyo       | 1979 | 188  | 92   |      |
| 55 | Stati Uniti (bandiera) | A     | Luke Harangody      | 1988 | 203  | 112  |      |
| 77 | Serbia (bandiera)      | A     | Aleksandar Pavlović | 1983 | 201  | 108  |      |
| 86 | Turchia (bandiera)     | C     | Semih Erden         | 1986 | 213  | 109  |      |
| 86 | Stati Uniti (bandiera) | C     | Chris Johnson       | 1988 | 211  | 95   |      |

FA = Free agent

NG = Non garantito

### Staff tecnico
- Allenatore: Doc Rivers
- Vice-allenatori: Armond Hill, Kevin Eastman, Lawrence Frank, Roy Rogers, Mike Longabardi
- Preparatore fisico: Bryan Doo
- Preparatore atletico: Ed Lacerte